# Военно-медицинский журнал
Военно-медицинский журнал — советский и российский ежемесячный научный журнал Главного медицинского управления Министерства обороны Российской Федерации (в советские времена — Центрального военно-медицинского управления Министерства обороны СССР).
Существует с 1823 года; в 1930—1933 годах «Военно-медицинский журнал» издавался Военно-медицинской академией.
В настоящий момент журнал вновь издается Военно-медицинской академией.

## История
Журнал издавался с 1823 года медицинским департаментом военного министерства в Санкт-Петербурге и выходил по 6 книг в год. Инициатором его создания явился директор Медицинского департамента Военного министерства, главный военно-медицинский инспектор армии, президент Медико-хирургической академии Яков Васильевич Виллие. В докладе императору Александру I Я. В. Виллие и вице-директор Медицинского департамента Фёдор Фёдорович Гейрот отмечали, что «в России, более нежели в другой какой земле, издание подобного журнала необходимо нужно. При недостатке врачей Военно Медицинское управление принуждено распределять врачей немедленно по их выпуске в Армию, и как по прибытии в оную не имеют они средств к своему усовершенствованию, — ибо лишены к тому всех способов, — то и не могут они для Армии быть столько полезны, сколько нужно».
Через начальника главного штаба армии доклад Виллие и Гейрота был представлен императору и утвержден им 24 июля 1822 года. В декабре того же года циркулярное письмо Медицинского департамента «О новом Военно-Медицинском Журнале» уведомило российских военных врачей о том, что «первая книжка выйдет в начале генваря 1823 года и немедленно будет разослана».
Подписка на «Военно-медицинский журнал» была обязательной для всех военных врачей, ветеринаров и фармацевтов (за счет ежегодных отчислений из их жалованья).
До 1833 года, когда начала выходить газета «Друг здравия», «Военно-медицинский журнал» являлся единственным в России представителем периодической научной медицинской литературы.
С 1835 по 1839 год редактором состоял С. Ф. Хотовицкий. Он поместил в журнале много статей по общественной гигиене. В 1860-е годы редакторами были С. П. Ловцов, затем Н. И. Козлов, а после его смерти (1890) — А. И. Беляев.
Тираж журнала от имевшихся уже в конце 1822 года первых 1083 подписчиков неуклонно рос, составляя в 1849 г. 3000, а в 1883 г. — уже 3656 экземпляров.
Начиная с 1858 года стал выходить ежемесячно.
В 1917 году выпуск журнала был прекращён. В последнем выпуске (май-декабрь 1917 г.) редакция обратилась к читателям со словами: «Мы твердо надеемся, что, пока будет существовать русская армия, пока наши военные врачи будут стремиться к научной работе и благородной цели — посвящать эту работу для благополучия русского гражданина и воина, до тех пор жизненной потребностью для них будет иметь свой научный орган и „Военно-медицинский журнал“ не умрет, а если временно впадет в летаргию, то пробудится от неё».
В 1924—1928 годах Главное военно-санитарное управление РККА издавало ежегодный «Военно-санитарный сборник», в котором обсуждались актуальные проблемы военной медицины. Это издание можно считать предшественником возобновленного в 1929 году Военно-санитарным управлением Красной армии ежемесячного научного журнала для военных врачей под названием «Военно-санитарное дело».
Ответственным редактором журнала стал возглавлявший ВСУ Красной Армии известный организатор военной медицины М. И. Баранов. В 1937 г. М. И. Баранова репрессировали. Непродолжительное время (1937—1938 гг.) изданием руководили И. А. Залкинд и Ф. В. Рыбин. В течение последующих 8 лет журнал возглавлял Е. И. Смирнов.
Начиная с 1944 года издание вновь выходит под названием Военно-медицинский журнал. В этот же период в 1930—1933 годах под названием Военно-медицинский журнал выходил журнал Военно-медицинской академии.
До 1947 года ответственным редактором журнала являлся начальник Главного военно-санитарного управления Советской армии генерал-полковник медицинской службы Е. И. Смирнов, затем его сменил Н. И. Завалишин (недоступная ссылка). В последующем «Военно-медицинский журнал» возглавляли В. В. Скворцов (1949—1955), Д. И. Троицкий (1955—1960), И. Е. Карпов (1960—1968), А. В. Воропай (1968—1978), В. В. Белозеров (1978—1992), Л. Л. Галин (1992—2005). В настоящее время главным редактором журнала является Поддубный Михаил Владимирович.

## Известные сотрудники и авторы журнала
- Наранович, Павел Андреевич — редактор с 1839 по 1846 год
- Басов, Василий Александрович
- Жижиленко, Александр Иванович
- Малиновский, Павел Петрович
- Пирогов, Николай Иванович
- Чаруковский, Аким Алексеевич
- Шестов, Николай Александрович
- Шершевский, Михаил Маркович

## Электронное издание Военно-медицинского журнала
- Викитека на немецком языке